# Carlos de Orleães-Angolema
Carlos, Conde de Angolema (em francês:  Charles d'Orléans ou Charles d'Angoulême; 1459 - 1496), Conde de Angolema, de Beaumont, Conde do Luxemburgo, Conde de Soissons, Barão de Coucy, Conde do Perigord, Governador da Aquitânia.
Foi filho de João de Orleães. Era conde de Angolema, conde de  Beaumont, conde do Périgord em 1407. Conde de Luxemburgo, de Porcien, de Soissons. Por seu casamento em 31 de agosto de 1449 com Margarida de Rohan (morta em 1497 no castelo de Cognac), filha de Alain IX, Visconde de Rohan, e de Margarida da Bretanha, tornou-se o tronco da dinastia VALOIS Angolema que subiu ao trono francês na pessoa de seu filho. Seu avô era Luís I de Valois.
Casado em Paris em fevereiro de 1488 com Luísa de Saboia (Pont d’Ain 1476-1531 Grez sur Loing ou Grets-en-Gâtinois, sepultada em Saint-Denis) Duquesa de Angolema em 1515 e duquesa de Anjou em 1516, Duquesa de Bourbon 1523-1527, Duquesa de Touraine 1528, filha de Filipe II de Bresse (1438-1497) apelidado sem terra, Conde de Bresse, Duque da Savóia em 1496 e de Margarida de Bourbon (1444-1483), filha de Carlos I, Duque de Bourbon e de Brou, e de Inês da Borgonha.
Pais de Francisco I e de Margarida de Angolema, rainha da Navarra.
Deixou alguns filhos bastardos.
De Antoinette de Polignac, Joana de Valois ou Joana de Orléans, morta em 1531, condessa de Bar-sur-Seine,  legitimada em 1501 para se casar com Jean Aubin, senhor de Malicorne; casaria depois com Jean IV de Longwy ou Longuevic (morto em 1521), Barão de Pagny.
Da mesma Antoinette de Polignac, Madalena de Orléans, morta em 1543, bâtarde d’Angolema, legitimada em 1521. Abadessa de Jouarre.
De Jeanne Combe, Souveraine d´Orléans (morta em 1551), bâtarde d’Angolema, legitimada em 1512 para se casar com Michel Gaillard (morto em 1535) senhor de Chailly, filho de Michel Gaillard, general das finanças, tendo três filhos.